# Ludwig Wolff (Germanist)
Ludwig Wolff (* 1. Februar 1892 in Nieder-Wildungen; † 30. Juni 1975 in Gießen) war ein deutscher Germanist und Professor an der Universität Göttingen und an der Universität Marburg.
Wolff war der Sohn eines Justizrats und erhielt wegen Kinderlähmung Privatunterricht. Nach dem Abitur 1912 in Göttingen studierte er Germanistik und Anglistik in Göttingen und München. 1919 promovierte er bei Edward Schröder über Dreikonsonanz in germanischen Sprachen. 1922 folgte die Habilitation über Gottfried von Straßburg. Bis 1929 blieb Wolff Privatdozent, dann erhielt er eine nichtbeamtete ao. Professur. Für ein Jahr ging er 1931/32 an das Herder-Institut Riga. Er unterzeichnete im November 1933 das Bekenntnis der Professoren an den deutschen Universitäten und Hochschulen zu Adolf Hitler. Im Winter 1936/37 vertrat er Karl Helm in Marburg und erhielt im Anschluss den Lehrstuhl. Seine Schwerpunkte lagen in der althochdeutschen und mittelhochdeutschen Literatur, Wolfram von Eschenbach und Otfried von Weißenburg, sowie im Niederdeutschen.
Wolff gehörte seit 1925, obwohl ungedient, dem Stahlhelm, Bund der Frontsoldaten, an, durch den er 1933 bis zur ehrenvollen Entlassung 1934 in die SA aufgenommen wurde. Er stand der DNVP nahe. Er gehörte der Gesellschaft Deutscher Staat an und nahm an Dozentenlagern teil, die für eine Professur vorgeschrieben waren. 1939 trat er dem Reichskolonialbund bei, nicht aber der NSDAP. In Beurteilungen galt er als national zuverlässig, aber nicht besonders politisch engagiert. Das alte Germanentum sollte Werte geben zur Orientierung in der Gegenwart. Noch 1951 vertrat er diese Auffassung. 1955 wurde er Ehrenmitglied der Gesellschaft für Niederdeutsche Forschung in Lund.